# Poliedro de Szilassi

Animación del poliedro de Szilassi

El poliedro de Szilassi es un poliedro no convexo, topológicamente un toro, con siete caras hexagonales.
Cada cara de este poliedro comparte un vértice con cada una de las otras caras. Como resultado, se requieren siete colores para pintar cada cara adyacente, proveyendo el límite inferior para el teorema de los siete colores (generalización del teorema de los cuatro colores). Tiene un eje de simetría rotacional de 180 grados; 3 pares de caras son congruentes, dejando un hexágono impar que tiene la misma simetría rotacional que el poliedro. Los 14 vértices y 21 aristas del poliedro de Szilassi forman un grafo de Heawood sobre la superficie de un toro.
El tetraedro y el poliedro de Szilassi son los únicos dos poliedros conocidos en los que cada cara comparte una arista con cada una de las otras caras. Si un poliedro con f caras es proyectado sobre una superficie con h agujeros, de manera que cada cara comparta una arista con cada una de las otras caras, se obtiene mediante la manipulación de la Característica de Euler que

{\displaystyle h={\frac {(f-4)(f-3)}{12}}.}

Esta ecuación se satisface para el tetraedro con h = 0 y f = 4, y para el poliedro de Szilassi con h = 1 y f = 7. La próxima solución posible, h = 6 y f = 12, correspondería a un poliedro de 44 vértices y 66 aristas, pero no se conoce si tal poliedro existe. Generalizando, esta ecuación puede satisfacerse solo cuando f  es congruente a 0, 3, 4, o 7 módulo 12.
El poliedro de Szilassi lleva su nombre debido al matemático Húngaro Lajos Szilassi, que lo descubrió en 1977. El poliedro dual del poliedro de Szilassi, el Poliedro de Császár, fue descubierto antes por Ákos Császár; tiene siete vértices conectando cada par de vértices, y 14 caras triangulares. Al igual que el poliedro de Szilassi, el poliedro de Császár topologicamente es un toro.